# 吳善謙
吳善謙（16世紀—17世紀），字伯亨，南直隸安慶府桐城縣人，明朝政治人物。

## 生平
吳善謙是萬曆三十七年（1609年）己酉科應天鄉試舉人，授台州推官，台州習俗輕浮難治，巡海軍隊又不時鼓譟，但他在任時兵民不曾缺乏物資，人民為他立祀。崇禎元年（1628年）任南京廣東道監察御史，曾向崇禎帝上疏引導實政得嘉獎，五年（1632年）巡按直隸期間又拿出銀兩捐助朝廷，其後致仕回鄉，七十七歲去世。

## 引用
1. 1 2  民國《桐城續修縣志·卷十二·人物志》：吳善謙，字伯亨，萬曆間舉人，初仕台州推官，台州俗佻難治，又巡海諸軍伍以呼，庚癸不時譟，終善謙在事，兵與民兩無告匱，崇禎初以卓異擢監察御史，時上求治方殷，善謙首贊實政，疏入上甚嘉之，魏璫敗，臺省交章於擊奸之中，不失為熹廟地者惟善謙一人而已，致政歸卒，年七十有七。
2. ↑  民國《桐城續修縣志·卷七·選舉表》：明……萬曆己酉（舉人）……吳善謙 監察御史
3. ↑  民國《台州府志·卷九十七志·名宦傳中》：先是有吳善謙，桐城人，由進士為台州推官有遺愛，民為立祀，今圮。 康熙志職官
4. ↑  史語所藏鈔本《崇禎長編·卷十六》：（崇禎元年十二月）乙卯南廣東道御史吳善謙言……
5. ↑  史語所藏鈔本《崇禎長編·卷五十五》：（崇禎五年正月壬戌）直隸巡按吳善謙疏解捐助銀，命照數覈收。